# Цыплёнок с черносливом (фильм)
«Цыплёнок с черносливом» (фр. Poulet aux prunes) — французский драматический кинофильм 2011 года режиссёров Маржан Сатрапи и Винсента Паронно. Экранизация одноимённой графической новеллы Маржан Сатрапи. В главных ролях задействованы Матьё Амальрик и Мария де Медейруш. Премьера фильма прошла 3 сентября 2011 года на 68-м Венецианском кинофестивале.

## Сюжет
Музыкант из Ирана Нассер Али-Кхан (Матьё Амальрик) после некоторых событий, произошедших в его жизни, обнаруживает, что скрипка, на которой он играл всю свою жизнь, сломана. Находясь в глубокой депрессии, Нассер решает покончить с собой.

## В ролях
| Актёр               | Роль            |
| ------------------- | --------------- |
| Матьё Амальрик      | Нассер Али-Кхан |
| Мария де Медейруш   | Фарангисс       |
| Гольшифте Фарахани  | Айран           |
| Изабелла Росселлини | Парвин          |
| Эдуард Баэр         | Азраэль         |
| Эрик Каравака       | Абди            |
| Кьяра Мастроянни    | Лили            |
| Жамель Деббуз       | Хушенг, дервиш  |

## Реакция критиков
Фильм получил положительные отзывы. По состоянию на 29 декабря 2012 года рейтинг веб-сайта Rotten Tomatoes показывает, что на основе отзывов 49 критиков фильм получил положительную оценку от 80 % из них. Средний рейтинг 6,9/10.